# Erpensen
Erpensen ist eine Ortschaft der Stadt Wittingen im niedersächsischen Landkreis Gifhorn.

## Geografie
Der Ort liegt nordöstlich des Kernbereichs von Wittingen.
Die Landesgrenze zu Sachsen-Anhalt verläuft 2 km entfernt östlich.

## Geschichte
Am 1. März 1974 wurde Erpensen zusammen mit den damaligen Gemeinden Darrigsdorf, Gannerwinkel, Glüsingen, Kakerbeck, Lüben, Rade, Stöcken, Suderwittingen und Wollerstorf in die Stadt Wittingen eingemeindet.

### Einwohnerentwicklung
| Jahr      | 1910 | 1925 | 1933 | 1939 | 2008 | 2013 | 2017 | 2021 |
| --------- | ---- | ---- | ---- | ---- | ---- | ---- | ---- | ---- |
| Einwohner | 237  | 205  | 210  | 215  | 212  | 202  | 166  | 174  |

## Politik
Ortsvorsteher ist Hannes Everding.

## Kultur und Sehenswürdigkeiten
Die schlichte frühgotische Kapelle Erpensen wurde im 13. Jahrhundert errichtet.